# Pantydia australiae
Pantydia australiae är en fjärilsart som beskrevs av Felder 1874. Pantydia australiae ingår i släktet Pantydia och familjen nattflyn. Inga underarter finns listade i Catalogue of Life.